# Heilige Geestkerk (Kopenhagen)
De Heilige Geestkerk (Deens: Helligåndskirken) is een lutherse kerk van de Deense Volkskerk in het centrum van Kopenhagen. Het is de parochiekerk van de gelijknamige parochie.

## Geschiedenis
Tot de reformatie behoorde de uit circa 1400 daterende kerk tot een katholiek klooster. Tijdens de stadsbrand van 1728 werd de oorspronkelijke inrichting van de kerk vernietigd. De kerk werd herbouwd en op 30 november 1732 opnieuw in gebruik genomen.
Het bijgebouw van de kerk is het grootste nog intact zijnde middeleeuwse bouwwerk van de stad. Het wordt tegenwoordig voor tentoonstellingen gebruikt.
De Heilige Geestkerk is verbonden met de Groenlandse gemeente van Kopenhagen. Eenmaal in de maand worden er diensten in het Inuktitut gevierd.

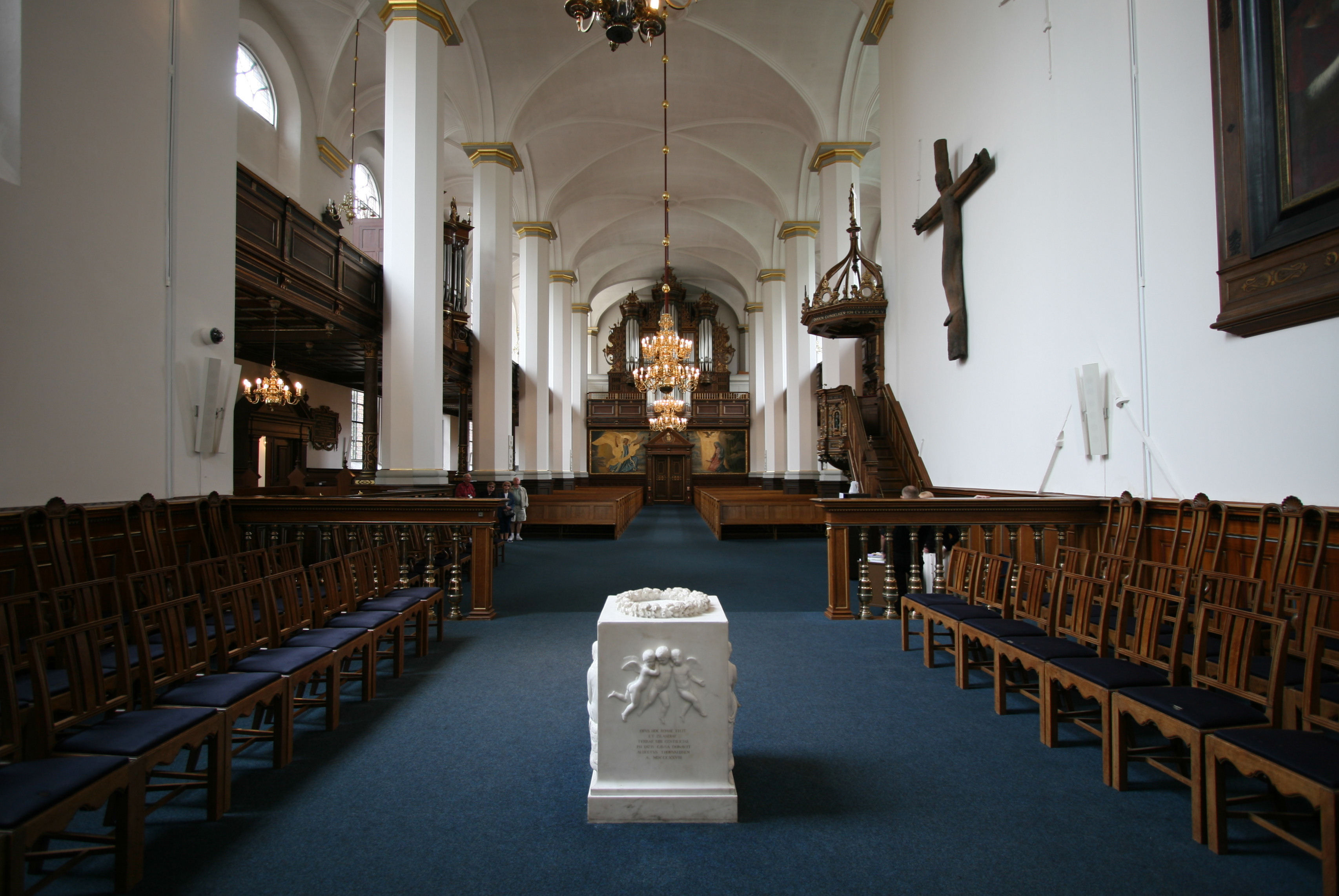
Interieur
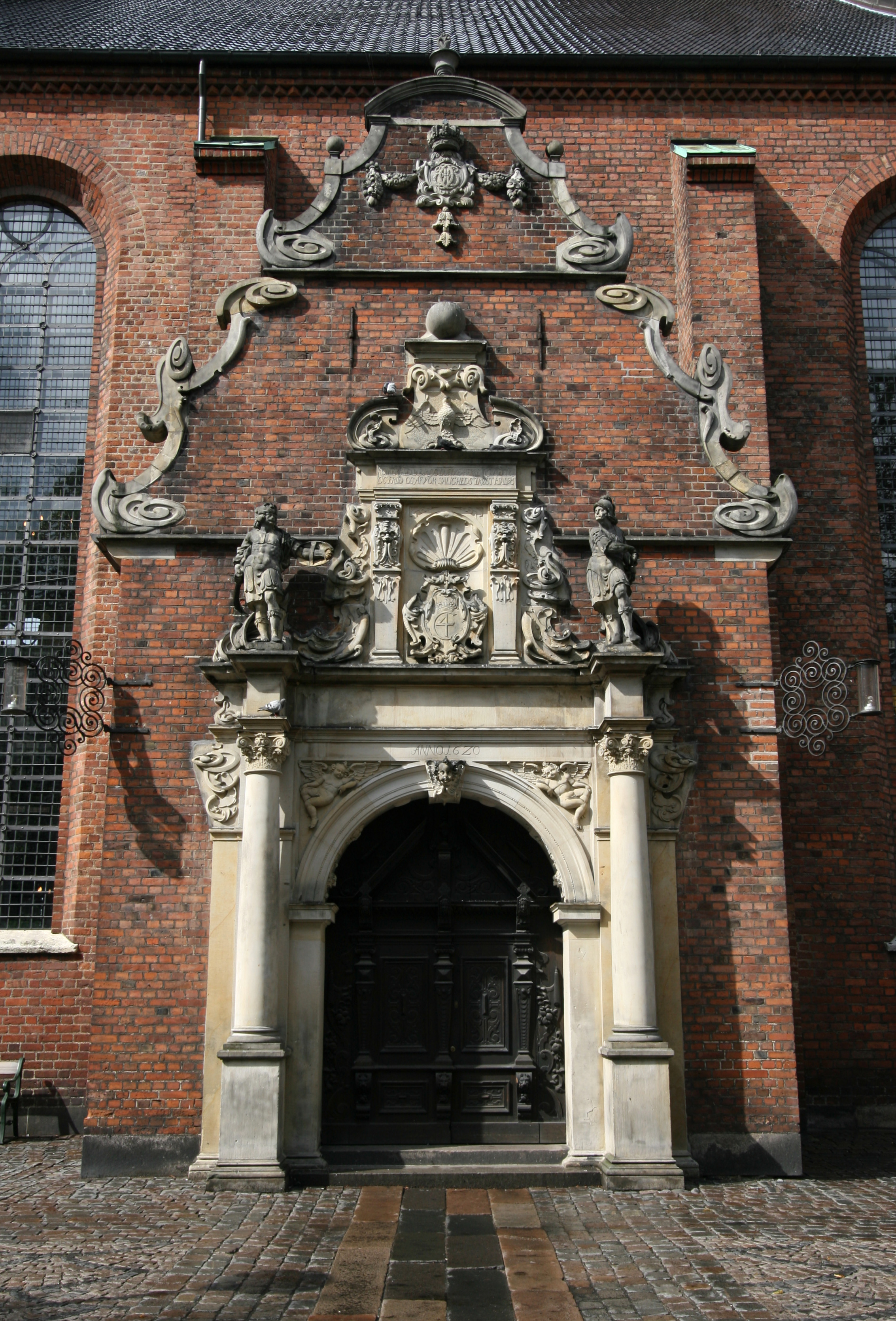
Portaal
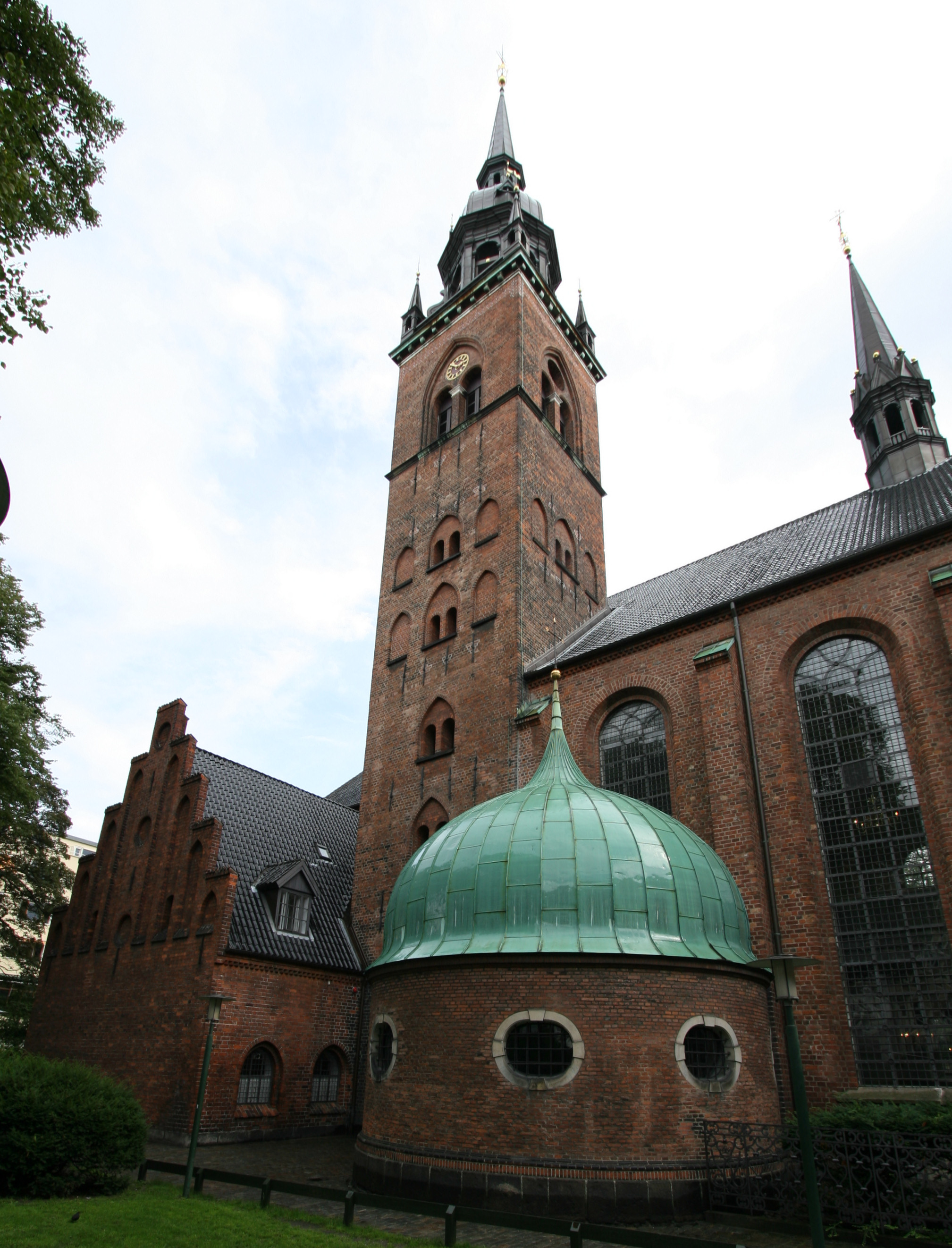
Toren
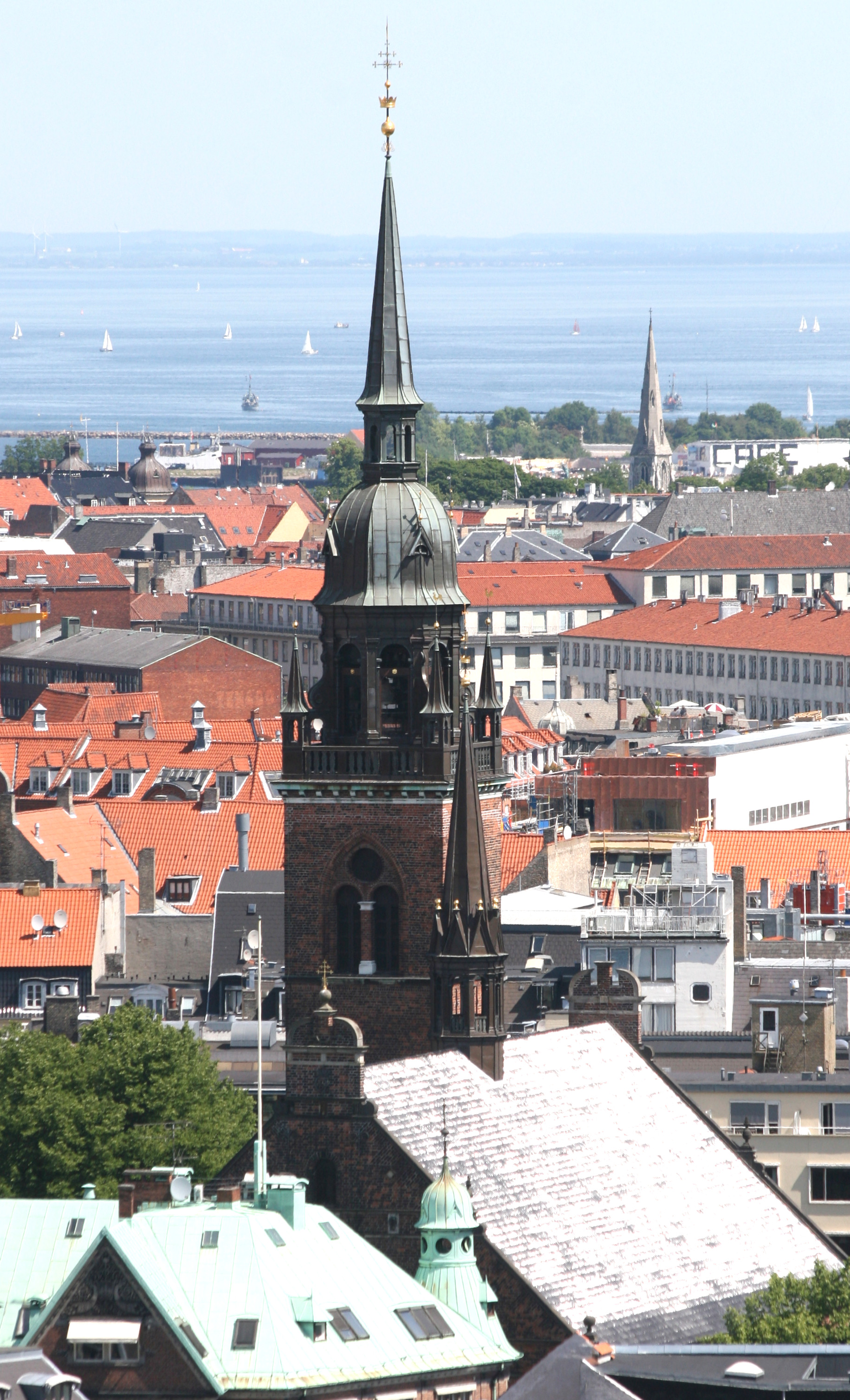
Toren
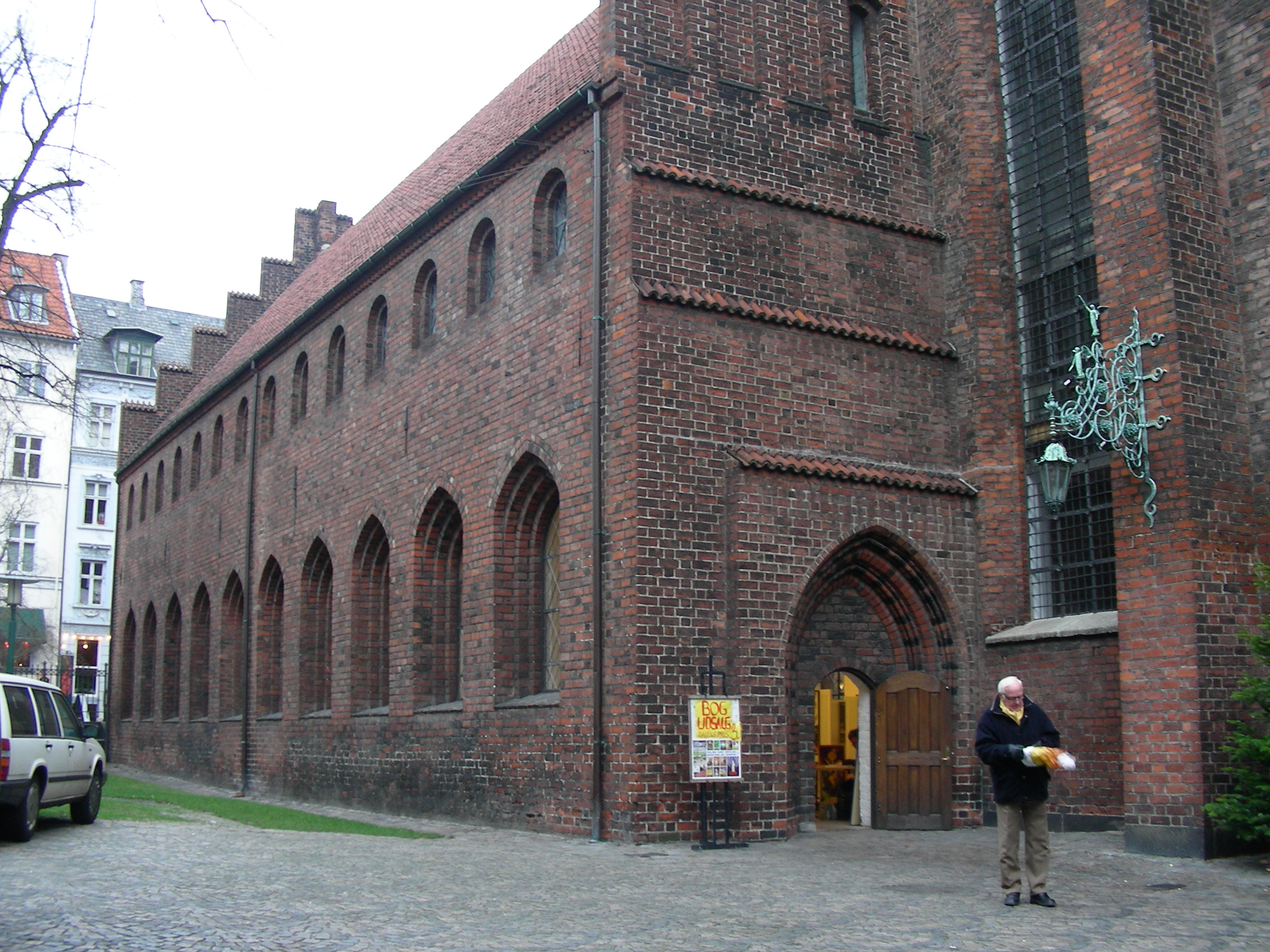
Bijgebouw
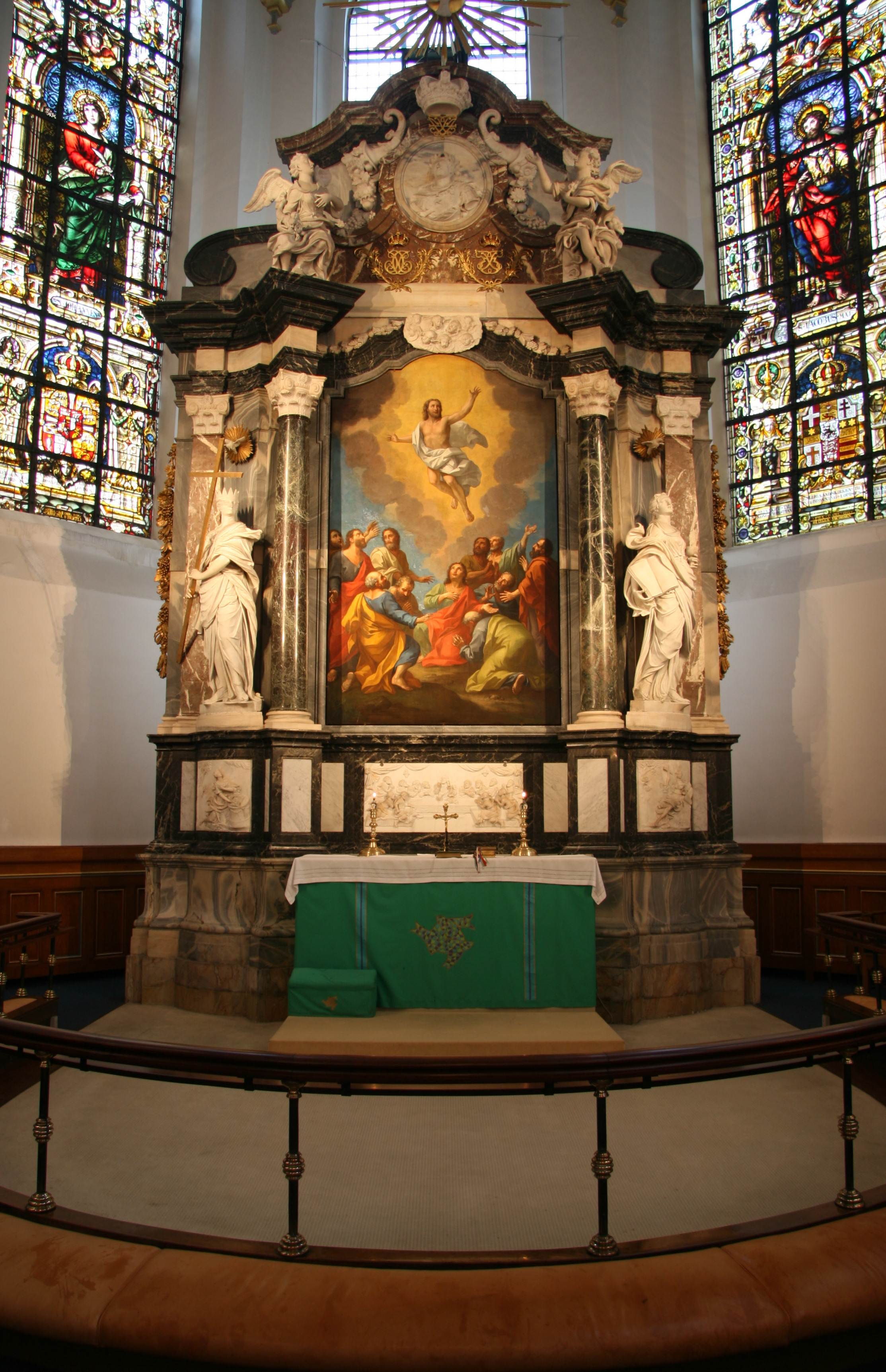
Altaar
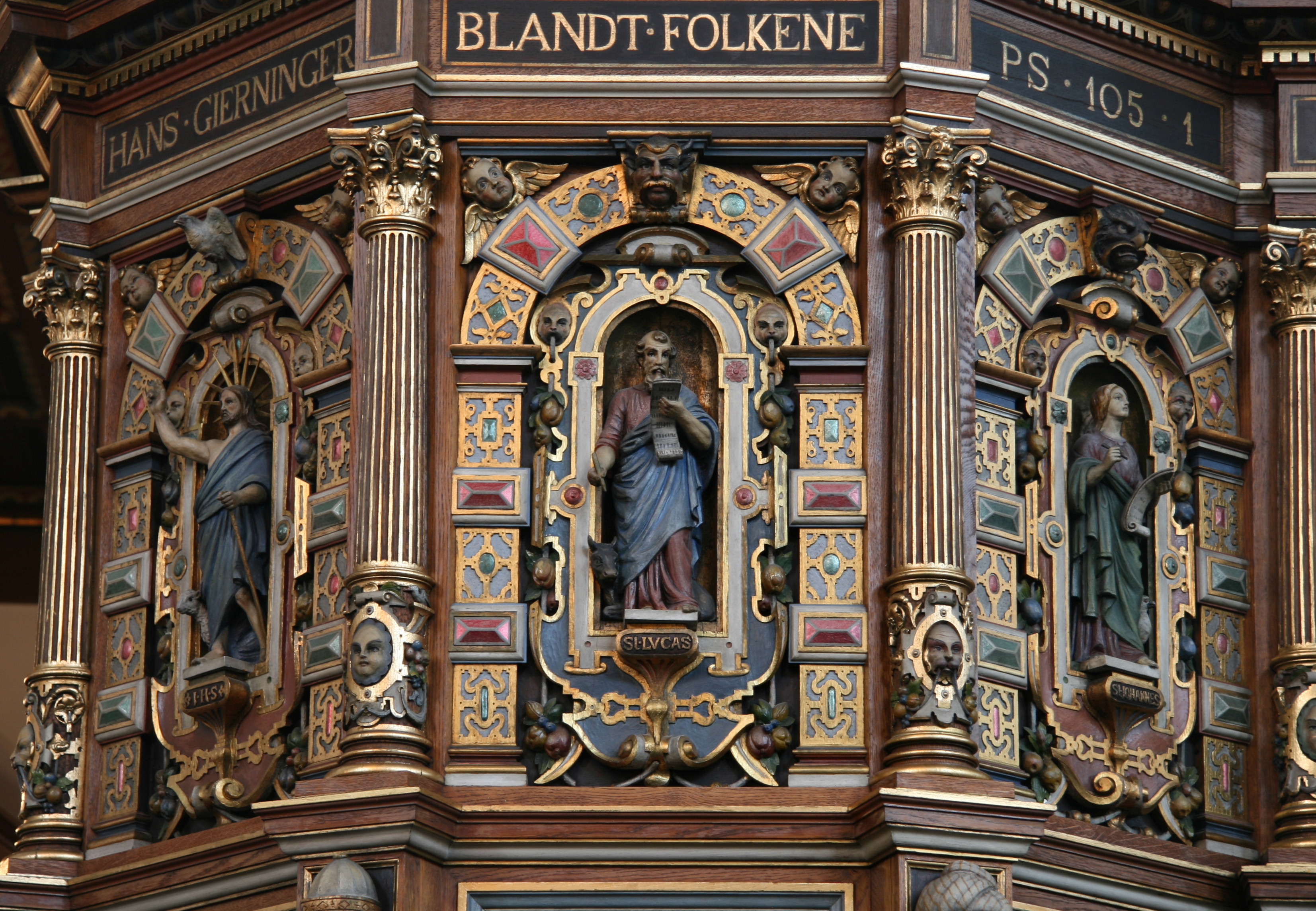
Detail kansel
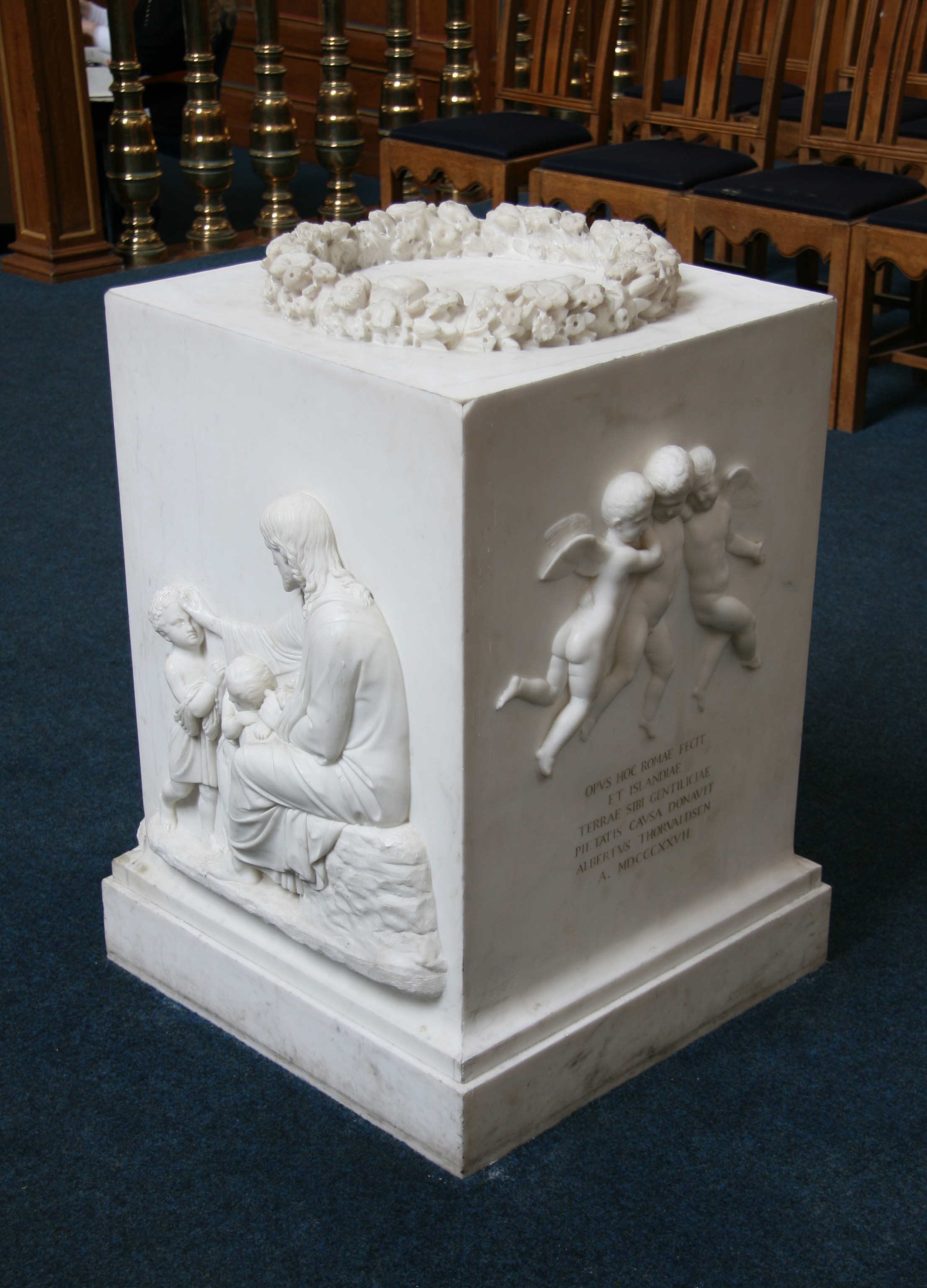
Nieuwe doopvont
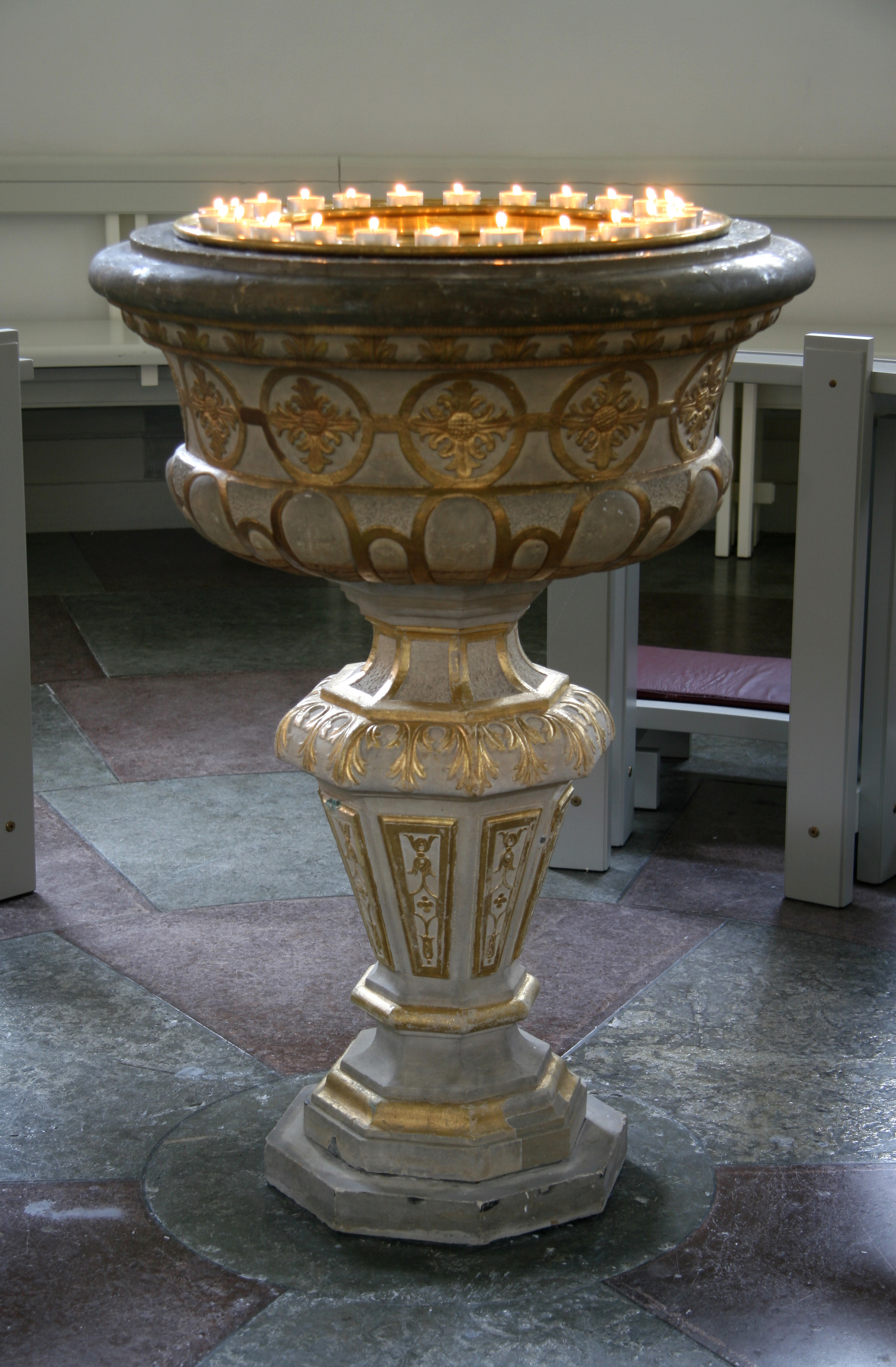
Oude doopvont
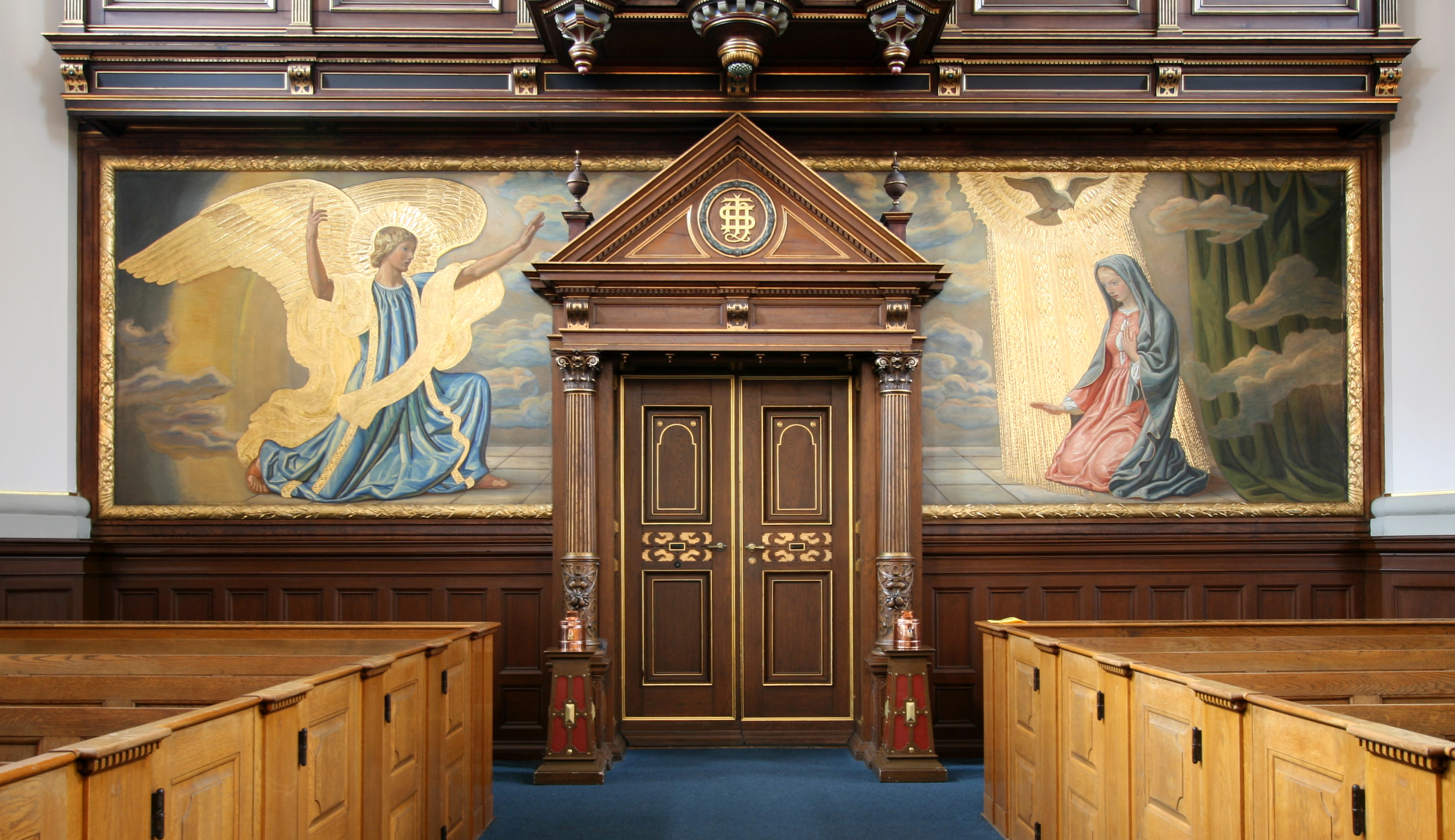
Annunciatie
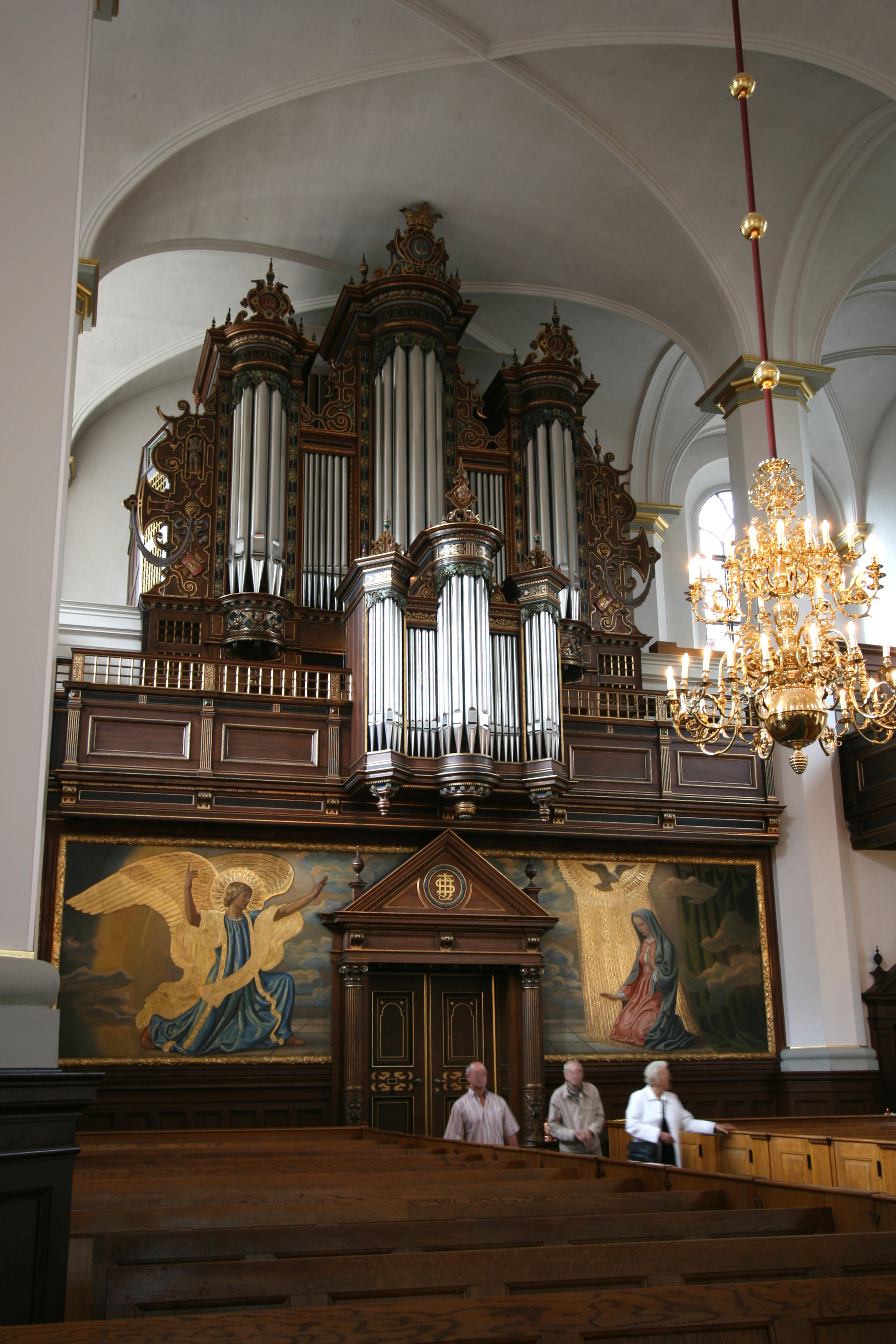
Hoofdorgel uit 1879/1986
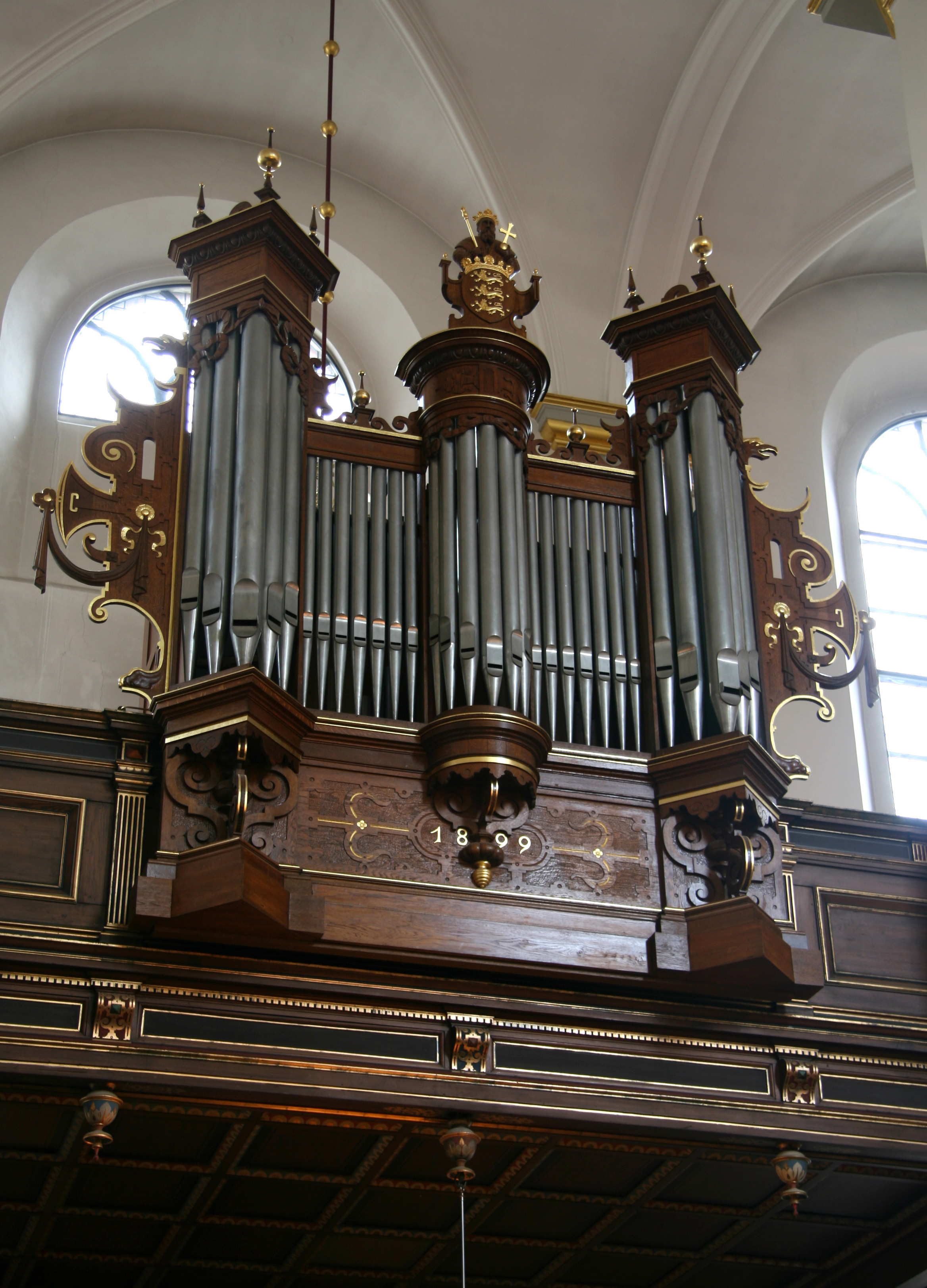
Koororgel uit 1899

## Inrichting
De kerk bezit een rijke inrichting. Vermeldenswaard zijn in het bijzonder:
- het altaar;
- de kansel;
- het moderne doopvont;
- het historische doopvont.

## Orgels
Het hoofdorgel werd in 1879 door de Kopenhaagse orgelbouwer Knud Olsen gebouwd. In 1986 werd het instrument door de firma Marcussen & Søn te Aabenra geheel vernieuwd en vergroot, waarbij alleen de oude orgelkas behouden bleef. Het orgel heeft sindsdien 75 registers, verdeeld over vier manualen en een zelfstandig pedaal. De speeltracturen zijn mechanisch, de registertracturen elektrisch. Het instrument is met een groot elektronisch combinatiesysteem uitgerust. Naast dit hoofdorgel heeft de kerk sinds 1998 een kleiner koororgel, dat in 1899 door I. Starup & Søn is gebouwd voor de kerk van Smørum, waarin het tot 1989 heeft gestaan.